# 浜口喜博 (バイクレーサー)
浜口 喜博（はまぐち よしひろ、1976年3月17日 - ）は、バイクレーサー 兼 HAMAGUCHI Racing Teamオーナー。三重県生まれ。

## 経歴
- 高校時代よりミニバイクレースに出場し始め、好成績を収める。
- 18歳で本格的にロードレースを始めることになる。
- その後、2001年TBSテレビ番組『ガチンコ！』の番組内の企画『ガチンコ！バリバリ伝説』に半年間出演。
- 全国応募総数3000人の中から頂点に立ち、番組内で生まれたプロレーサーとして国内最高峰の『鈴鹿8時間耐久ロードレース』出場を果たす。
- 日本人で唯一、テレビ番組で生まれたプロレーサーの誕生となった。
- 番組終了後は、全日本SUPERBIKE選手権やカナダSUPERBIKE選手権に出場する。

## おもな戦歴
- 2001年 TBSバラエティ番組『ガチンコ！』で鈴鹿8時間耐久レース初出場
- 2002年 全日本スーパーバイククラス出場

　　鈴鹿8時間耐久レース出場　OVER Racing
- 2003年 全日本スーパーバイククラス出場

　　鈴鹿8時間耐久レース出場　OVER Racing
- 2004年 全日本スーパーバイククラス出場

　　鈴鹿8時間耐久レース出場  Azhouse Racing
- 2005年 全日本スーパーバイククラス出場

　　鈴鹿8時間耐久レース出場　weave MIHARA Racing三原じゅん子監督
- 2006年 鈴鹿8時間耐久レース出場　weave MIHARA Racing三原じゅん子監督

　　カナダ SUPERBIKE CHAMPIONSHIP 出場
- 2007年 鈴鹿8時間耐久レース出場　OVER Racing

　　カナダ SUPERBIKE CHAMPIONSHIP 出場
- 2008年 鈴鹿8時間耐久レース出場　OHNISHI HEATMAGIC with MⅡR
- 2009年 鈴鹿8時間耐久レース出場　HONDA Technical College Kansai
- 2010年 鈴鹿8時間耐久レース出場　HONDA Technical College Kansai
- 2011年 鈴鹿8時間耐久レース出場　HONDA Technical College Kansai

　　※この年より自らのチームを立ち上げ、監督兼レーサーとして活動を開始する。
- 2012年 鈴鹿8時間耐久レース出場　KTM HAMAGUCHI Racing Team

　　オーストリアのオートバイメーカーKTM、日本法人のKTM JAPANとタッグを組み、更なる活動の幅を広げている。
- 2013年 鈴鹿8時間耐久レース出場　KTM HAMAGUCHI BAKUON Racing

　　秋田書店ヤングチャンピオン烈連載『ばくおん!!』漫画家おりもとみまな　コラボ参戦を開始する。
　　フランス　ル・マン24時間耐久レースへ　日本人として世界で初となる痛バイクを登場させた。　『ばくおん!!』のキャラクターと共に現地メディアで話題になる。
　　マシンはフランス現地 SUZUKI　GSX-R1000。フランスから帰国後、現役引退を発表。
　★鈴鹿8時間耐久レースには選手として13年連続13回の出場を果たした。
- 2014年からはTEAMオーナー兼監督として活動開始。

　　鈴鹿8時間耐久レース出場　KTM HAMAGUCHI BAKUON Racing
- 2015年から新たなチャレンジ福島県や仙台にてドラッグレースに参戦